# Chuyến bay 389 của Cubana de Aviación
Chuyến bay 389 Cubana de Aviación là chuyến bay chở khách quốc tế theo lịch trình, bay từ sân bay quốc tế Mariscal Sucre, Quito, Ecuador cũ đến sân bay quốc tế José Martí, Havana, Cuba với một điểm dừng chân tại sân bay quốc tế Simón Bolívar, Guayaquil, Ecuador, khai thác bởi Cubana de Aviación - hãng hàng không quốc gia của Cuba.
Vào ngày 29 tháng 8 năm 1998, chiếc máy bay, một chiếc Tupolev Tu-154M do Nga sản xuất, đang bay từ Quito đến Guayaquil ở Ecuador, đã trượt khỏi đường băng, phá huỷ các tòa nhà và đâm vào một sân bóng đá ở Quito trong lúc cất cánh từ sân bay. Máy bay bốc cháy và 70 người trên máy bay đã thiệt mạng. Ngoài ra còn có 10 người trên mặt đất, bao gồm cả trẻ em, đã tử vong.
Đây là vụ tai nạn hàng không tồi tệ thứ hai trong lịch sử của Ecuador, sau tai nạn Chuyến bay 173 của TAME khiến toàn bộ 119 người thiệt mạng vào năm 1983.

## Máy bay
Máy bay là một chiếc Tupolev Tu-154M, số seri 85A720 và được đăng ký tại Cuba với số đăng ký CU-T1264. Nó được sản xuất bởi nhà máy Kuybyshev Aviation Plant tại Kuybyshev, Liên Xô, ngày nay là nhà máy Aviakor tại Samara, Nga. Chiếc máy bay có chuyến bay đầu tiên vào tháng 12 năm 1985 và được trang bị 3 động cơ phản lực cánh quạt Soloviev D-30KU-154. Máy bay được giao cho Cubana de Aviación vào tháng 2 năm 1986 và khi tai nạn xảy ra, nó đã tích lũy được 9.256 giờ bay.